# Yenice (district, Çanakkale)
Yenice is een Turks district in de provincie Çanakkale en telt 37.827 inwoners (2007). Het district heeft een oppervlakte van 1416,8 km².
De bevolkingsontwikkeling van het district is weergegeven in onderstaande tabel.
| 1997  | 2000   | 2007   |
| ----- | ------ | ------ |
| 4.032 | 39.064 | 37.827 |